# Флавий Мошиан
Флавий Мошиан (на латински: Flavius Moschianus; 462 – 512 г.) е висш сановник на Източната Римска империя от началото на VI век.

## Биография
Cин е на Сабиниан Велики, военачалник на българите, градоначалник на Воден и управител – magister militum per Illyricum на Илирия и Македония (479 – 481 г.). Брат е на Флавий Сабиниан, който наследява баща си като военачалник на българите, градоначалник на Воден и управител на Илирия и Македония.
През 512 г. Мошиан е консул заедно с Флавий Павел. Жени се за племенница на император Анастасий I и е баща на Магн (консул 518 г.), чиято дъщеря Юлиана се омъжва за брата на Юстин II генерал Марцел, който през 562 г. се бие против българите, навлезли в Тракия до Константинопол.